# Халид Ясин
Ха́лид Яси́н (англ. Khalid Yasin, араб.  خالد ياسين ‎, также известный кaк Абу Мухаммад (англ. Abu Muhammad) и Абу Мухаммад Халид Ясин (англ. Abu Muhammad Khalid Yasin)) — известный исламский проповедник. Ясин часто ездит по миру (побывал в более чем 80 странах), чтобы распространить свою веру. На сегодняшний момент проживает в Манчестере, Великобритания.

## Биография
Родился в 1946 году в Нью-Йорке в христианской семье. В 1965 году Халид Ясин принял ислам. Последующие 30 лет обучался исламским знаниям в различных странах. Получал знания в таких науках как: фикх, акида, судейство и изучения Корана, также изучал историю ислама и арабский язык. Последние 35 лет Халид Ясин работал над тем, чтобы исправить неправильное понимание на Западе об исламе и мусульманах.

## Лекции и деятельность
Посредством лекций, около 75 тысяч человек приняли Ислам. Также он обучил сотни студентов приезжавших из Саудовской Аравии, Бахрейна, Кувейта, Австралии, Африки, Европы, Америки и Канады на учёбу в учрежденный им же фонд «Цель жизни» методу техники проповедования и ознакомления с религией Ислам.
Основной целью жизни Халида Ясина является оживление религии ислам в мире и побуждение мусульман жить в соответствии со своей религией. Организации в которых Халид Ясин является учредителем и директором: исламское телевидение «Траст» (Великобритания), фонд «Цель жизни» (США), исламское новостное агентство «Америка», телевидение «Цель» (Дубай), фонд «Ислам и Америка» (США).